# Geschiedenis van de Joden in San Marino
De eerste vernoeming van Joden in San Marino stamt uit het einde van de 14e eeuw uit officiële documenten van handelstransacties. Er zijn zoveel documenten van de 15e tot de 17e eeuw over Joodse handelstransacties dat het makkelijk te bewijzen valt dat er een Joodse gemeenschap was in het land. Joden moesten volgens bepaalde regels leven en genoten een bescherming van de regering.
Tijdens de Tweede Wereldoorlog was San Marino een haven voor meer dan 100.000 Italianen en Joden die gevlucht waren voor de nazi's.
Momenteel is er nog maar een kleine Joodse minderheid in San Marino.